# Hartwig Hohnsbein
Hartwig Hohnsbein (* 19. Januar 1937 in Rotenburg (Wümme)) ist ein deutscher evangelischer Pfarrer, Politikwissenschaftler und Autor. Er wirkte in Lehrte und Wolfsburg.

## Leben
Hohnsbein ist aufgewachsen in Neubrandenburg und Schneverdingen mit Abitur 1957 in Bederkesa. In Schneverdingen, einer Gemeinde, die stark von der Hermannsburger Mission geprägt war, fand Hohnsbein zur kirchlichen Jugendarbeit und beschloss nach dem Abitur, Theologie zu studieren.

## Beruf
Er studierte von 1957 bis 1963 evangelische Theologie an den Universitäten in Hamburg, Marburg, Wien, Tübingen, Berlin (Kirchliche Hochschule) und Göttingen; hier legte er das 1. theologische Examen ab. 1963/64 führte er das Vikariat in Hull (Großbritannien) durch, von 1964 bis 1966 besuchte er das Predigerseminar in Loccum und bestand 1966 das 2. theologische Examen. Von 1970 bis 1972 absolvierte er das Studium der Politikwissenschaft an der Leibniz Universität Hannover mit anschließendem Examen.
Als Gemeindepfarrer war er tätig von 1966 bis 1975 in der Matthäuskirche in Lehrte und von 1976 bis 1997 in der St.-Marien-Kirchengemeinde in (Alt-)Wolfsburg. Im Nebenamt unterrichtete er 1968 bis 1997 an Gymnasien in Lehrte und Wolfsburg (Kreuzheide). Viele Jahre war er Mitglied im Vorstand des Kirchenkreistages Wolfsburg sowie Vorsitzender des Missionsausschusses des Kirchenkreistages Wolfsburg. Hohnsbein trat 1997 in den Ruhestand und lebt in Göttingen.

## Wirken

### Auseinandersetzung mit der Ostdenkschrift der evangelischen Kirche von 1965
Durch die Ostdenkschrift der evangelischen Kirche von 1965 änderte sich Hohnsbeins gesellschaftliche und kirchenpolitische Sicht. Die Ostdenkschrift trug wesentlich zur Durchsetzung der Entspannungspolitik Willy Brandts bei. Das hatte für Hohnsbeins Wirken praktische Folgen, als er ab 1966 im Pfarramt in der Matthäusgemeinde zu Lehrte im Kirchenkreis Burgdorf tätig war. In diesem Kirchenkreis arbeitete er mit zwei Pfarrern zusammen: den beiden Pastoren Klaus Rauterberg und Hans Dunkhase, aus deren Engagement später das Antikriegshaus Sievershausen hervorging, das heute in der Landeskirche hochangesehen ist.

### Kirchliches und politisches Engagement als Pfarrer in Lehrte
Hohnsbein beteiligte sich an vielen Aktionen, die große Aufmerksamkeit über die Region hinaus erregten:
- Zum langjährigen Engagement Hohnsbeins gehörte insbesondere der Protest gegen den Vietnamkrieg der USA, dessen Legitimierung Landesbischof D. Hanns Lilje noch 1968 verteidigte.[5]
- Auseinandersetzung um den Vertriebenenfunktionär und CDU-Bundestagsabgeordneten Otto Freiherr von Fircks, der 1939 als SS-Obersturmführer zur „Säuberung“ von Polen eingesetzt worden war, welche er mit Wanzen verglichen hatte. Dies wurde den evangelischen Landesbischöfen in Niedersachsen in einem Offenen Brief mitgeteilt.
- Im Wahljahr 1969 kam es zur Auseinandersetzung um den NPD-Spitzenkandidaten in Niedersachsen, Pastor Werner Petersmann. Während des Krieges war dieser Mitarbeiter des Entjudunginstituts in Eisenach, nach dem Krieg war er als Pastor in der Vertriebenenarbeit tätig. Seine Politik fasste Petersmann so zusammen: Es geht darum, die uns völkerrechtlich zustehende Heimat zurückzugewinnen. Damit wandte er sich gegen die evangelische Ostdenkschrift und gegen die Entspannungspolitik Willy Brandts. Hohnsbein wurde von der Pfarrkonferenz des Kirchenkreises Burgdorf beauftragt, die leitenden Gremien der Landeskirche zu veranlassen, eine Stellungnahme gegen die Politik der NPD und gegen ihren Spitzenkandidaten in Niedersachsen herauszugeben, sowie selbst eine Erklärung gegen NPD-Pastor Petersmann für die regionalen Zeitungen zu verfassen.[6] Der erste Auftrag gelang nicht. Stattdessen wurden in kurzer Zeit über 300 Unterschriften von Pastoren gegen Petersmann gesammelt, die möglicherweise auch mit dazu beitrugen, dass die NPD den Einzug in den Bundestag knapp verfehlte.
- Auseinandersetzung mit der CDU im Bundestagswahlkampf 1972 wegen deren Ablehnung der Entspannungspolitik Willy Brandts.
- Aufruf gegen den Radikalenerlass von 1972 zur Durchführung von Berufsverboten, den Willy Brandt später als einen schweren Fehler meiner Regierung bezeichnete.
- Aufruf gegen den Putsch in Chile 1973 und Unterschriftenaktionen Für die Verteidigung von Freiheit und Demokratie in Chile - jetzt.
- Den Aufruf 1973 Für die ersatzlose Aufhebung des Bombenabwurfplatzes Nordhorn-Range hielt der Landesbischof in einem Brief an den Burgdorfer Superintendenten als nicht sachgemäß.
- Das Flugblatt Kirche und Sexualität anlässlich der gesellschaftlichen Auseinandersetzungen um die sog. Fristenregelung. Hohnsbein verlangte, die Vorschrift in der Amtshandlungs-Agende für die Muttersegnung aufzuheben, weil dabei das Gebet gesprochen wurde: Gedenke nicht der Sünden meiner Jugend und meiner Übertretungen und damit uneheliche Mütter diskriminiert wurden.
- Die letzte Aktion für Hohnsbein von Lehrte aus fand im April 1975 statt, als er mit seinem Amtsbruder Rauterberg bei einer Demonstration in Hannover gegen starke Fahrpreiserhöhungen im Talar an der Spitze des Demonstrationszuges als Zeichen für Gewaltlosigkeit mitmarschierte.[7] Zwei Tage zuvor hatte die Polizei erstmals die Chemische Keule eingesetzt, wodurch 40 Personen augenärztlich behandelt werden mussten.[8] Dies bewirkte einen großen publizistischen Widerhall.[9][10] Für beide Pfarrer hatte dies ein Amtszuchtverfahren mit einem offiziellen Verweis der kirchlichen Kammer für Amtszucht zur Folge und brachte für Hohnsbein die Versetzung in die Wolfsburger Kirchengemeinde St. Marien.[11]

### Kirchliches und politisches Engagement als Pfarrer in Wolfsburg
- Zum 8. Mai führte Hohnsbein Veranstaltungen in St. Marien durch zur Aufarbeitung der Geschichte Wolfsburgs, da in der Kirchengemeinde ein Friedhof mit vielen Gräbern aus der NS-Zeit liegt. Diese geben Zeugnis von dem Einsatz von Zwangsarbeitern sowie von dem Mord an Kindern von Zwangsarbeiterinnen im Dritten Reich.[12] 1985 stellte er dazu einen Bürgerantrag, den er im Stadtrat erläuterte.
- Später galt sein Einsatz der Entschädigung der Zwangsarbeiter, wovon die Volkswagen-AG lange Zeit nichts wissen wollte.[13]
- Um ihrer Forderung Nachdruck zu verleihen, gründeten Hohnsbein und Andere 1991 den Verein zur Unterstützung ehemaliger Zwangsarbeiter im VW-Werk. Zugleich veranlasste Hohnsbein als Vorsitzender des Missionsausschusses des Kirchenkreises Wolfsburg, dass 1991 der Kirchenkreistag 30000 DM zur Verfügung stellte, welche Hohnsbein persönlich ehemaligen israelischen Zwangsarbeitern überbrachte.

### Kirchliches und politisches Engagement in Göttingen
- In seiner Ruhestandszeit in Göttingen veranlasste Hohnsbein durch einen Bürgerantrag, dass der Stadtrat einen zentralen Platz, der den Namen des NS-freundlichen Pastors Albrecht Saathoff trug, 2005 umbenannte.[14]
- 2014 machte Hohnsbein eine Eingabe an das Präsidium der Evangelisch-lutherischen Landeskirche Hannover zwecks Rehabilitation der Opfer der Loccumer Hexenprozesse.[15] Mit Schreiben vom 5. Mai 2015 teilte ihm das Landeskirchenamt mit, dass der Kirchensenat mit dem Konvent des Klosters Loccum eine „soziale Rehabilitation“ für die Opfer der Hexenverfolgung ausgesprochen habe.
- 2015 nahm Hohnsbein am Stand des Arbeitskreises Hexenprozesse auf dem Kirchentag in Stuttgart teil.

## Veröffentlichungen (Auswahl)
- 550 Jahre St. Marien in Alt-Wolfsburg. Hrsg.: Kirchenvorstand St. Marien, Wolfsburg, 1984
- Das Rote Kreuz in Wolfsburg in den 30er/40er Jahren: Von einem vaterländischen Frauenverein zu einer Wehrmachtsgliederung. Königslutter / Aktion Sühnezeichen, 1987
- Erlitten – Vergeben – Nicht vergessen – Erinnerungen ehemaliger KZ-Häftlinge und Zwangsarbeiter in der Stadt des KDF-Wagens. 1995
- Die Vergangenheit ist noch längst nicht vorbei! - (Kirchen-)geschichtliche Beiträge aus Wolfsburg und der Landeskirche. Wolfsburg, 1992
- Vom Saathoffplatz zum Nahnsenplatz. Dokumentation des Versuchs einer Vergangenheitsbewältigung in Göttingen 2005. Göttingen, 2006
- Talar und Tränengas. Pastoren zwischen Glauben und Politik; Dokumentation eines Amtszuchtverfahrens aus dem Jahre 1975 in der ev.- luth. Landeskirche Hannovers. 2011
- Wendeborn – Lochte – von Loewenfeld – drei bemerkenswerte Gestalten aus Alt-Wolfsburg. Nordhausen, 2022. ISBN 978-3-95948-553-1